# El Payo
El Payo település Spanyolországban, Salamanca tartományban. El Payo Gata, Acebo, San Martín de Trevejo, Eljas, Navasfrías, Casillas de Flores, Fuenteguinaldo és Peñaparda községekkel határos. Lakosainak száma 313 fő (2024).

## Népesség
A település népessége az elmúlt években az alábbi módon változott:
| Lakosok száma | 491  | 452  | 426  | 405  | 394  | 368  | 354  | 338  | 305  | 313  |
|               | 2001 | 2004 | 2007 | 2009 | 2012 | 2014 | 2017 | 2019 | 2022 | 2024 |